# Stewartia
- Commons
- Wikispecies

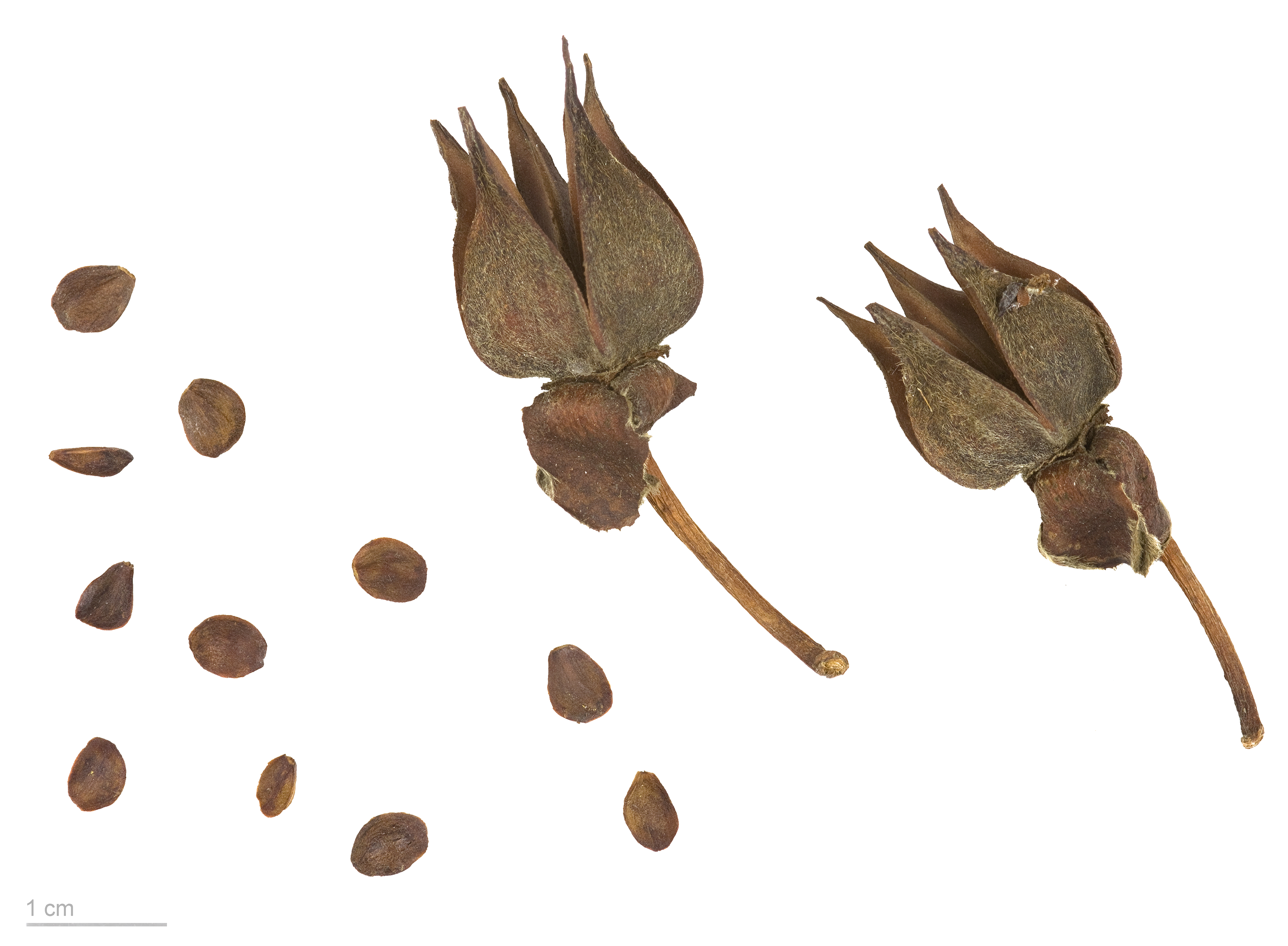
Stewartia koreana - MHNT

Stewartia L. é um género botânico pertencente à família Theaceae.

## Sinonímia
- Hartia Dunn
- Malachodendron Mitch.
- Stuartia L.

## Espécies
| - Stewartia calcicola - Stewartia cordifolia - Stewartia crassifolia - Stewartia densivillosa - Stewartia laotica - Stewartia malacodendron - Stewartia medogensis - Stewartia micrantha - Stewartia monadelpha - Stewartia obovata | - Stewartia ovata - Stewartia pseudocamellia - Stewartia pteropetiolata - Stewartia rostrata - Stewartia rubiginosa - Stewartia serrata - Stewartia sichuanensis - Stewartia sinensis - Stewartia sinii - Stewartia villosa |

- Lista completa

## Classificação do gênero
| Sistema | Classificação                        | Referência               |
| ------- | ------------------------------------ | ------------------------ |
| Linné   | Classe Monadelphia, ordem Polyandria | Species plantarum (1753) |